# Winoc

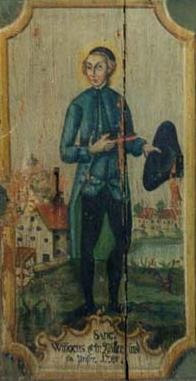
Winoc von Wormhout

Der heilige Winoc (* um 640 in Wales (?); † 716/717 in Wormhout) war ein Klostergründer und Abt. Es existieren mehrere Varianten seines Namens, vor allem auch Winnoc und Winok. Sein Gedenktag ist der 6. November.

## Leben
Die Lebensbeschreibung des Winoc wurde in der Abtei Saint-Bertin verfasst. In ihr wird ihm königliche Abstammung zugeschrieben. Er trat unter Abt Bertinus als Mönch in die Abtei Saint-Bertin ein, die zu dieser Zeit noch dem heiligen Audomar (Saint-Omer) geweiht war. Bertinus entsandte Winoc nach Wormhout, um dort ein Priorat zu errichten. Nach seinem Tod wurde er in seiner Klostergründung bestattet. Seine Gebeine wurde später als Reliquien nach Bergues übertragen, wohin das Kloster 1022 als Abtei St-Winoc verlegt worden war. Die heute nur noch in Ruinen erhaltene Abteikirche war ihm geweiht. Auch die Pfarrkirche St-Winoc von Plouhinec steht unter seinem Patrozinium. In Cornwall ist ihm möglicherweise die Kirche St-Winnow geweiht.